# Resort

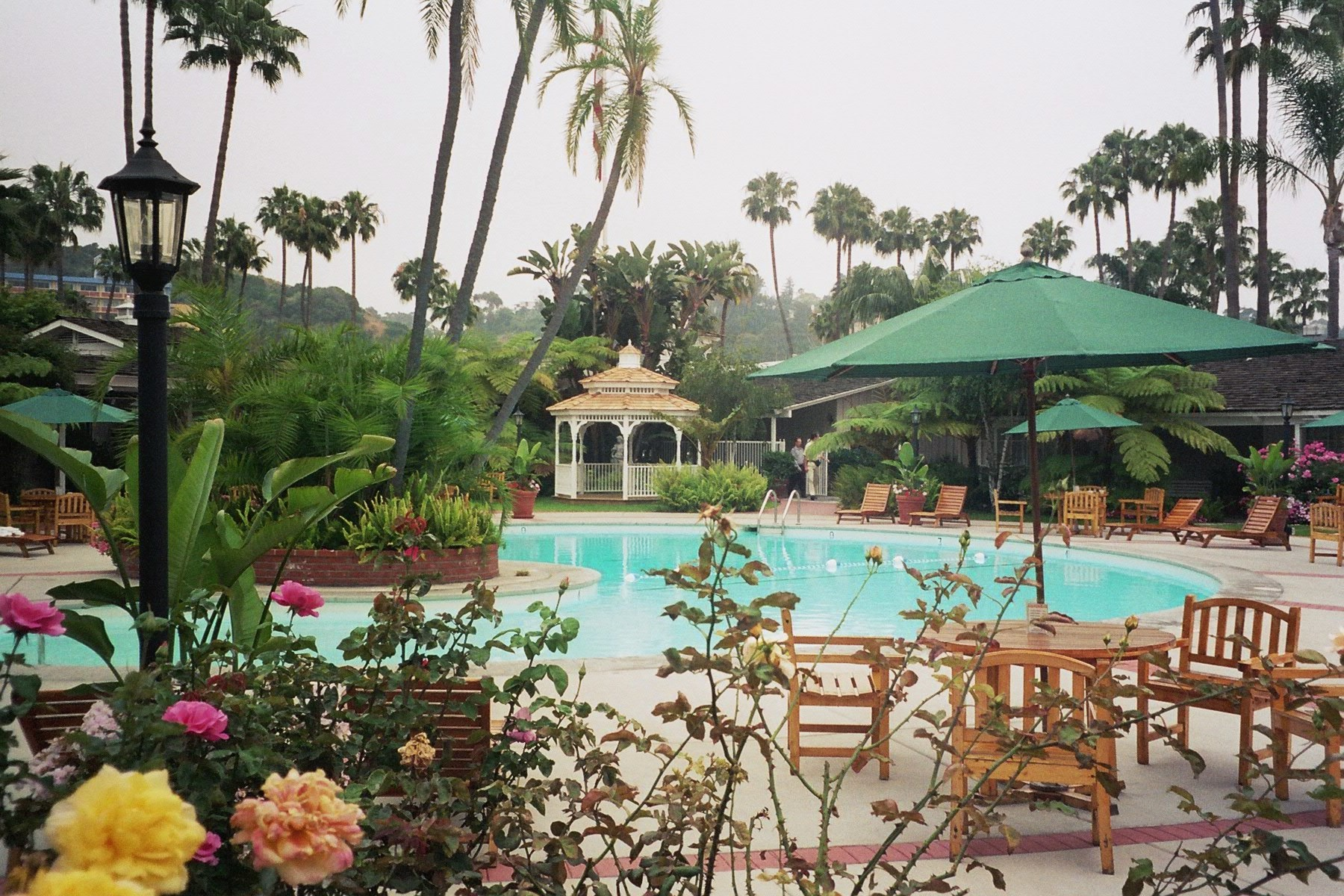
Resort em San Diego.

Um resort, resorte, centro de férias, estação turística, estância turística ou hotel de lazer, é um lugar usado para relaxamento ou recreação, situado fora do centro urbano com áreas não edificadas de terreno, voltados especialmente para atividades de lazer e entretenimento do hóspede. Como resultado, as pessoas procuram um centro para passar feriados ou férias.

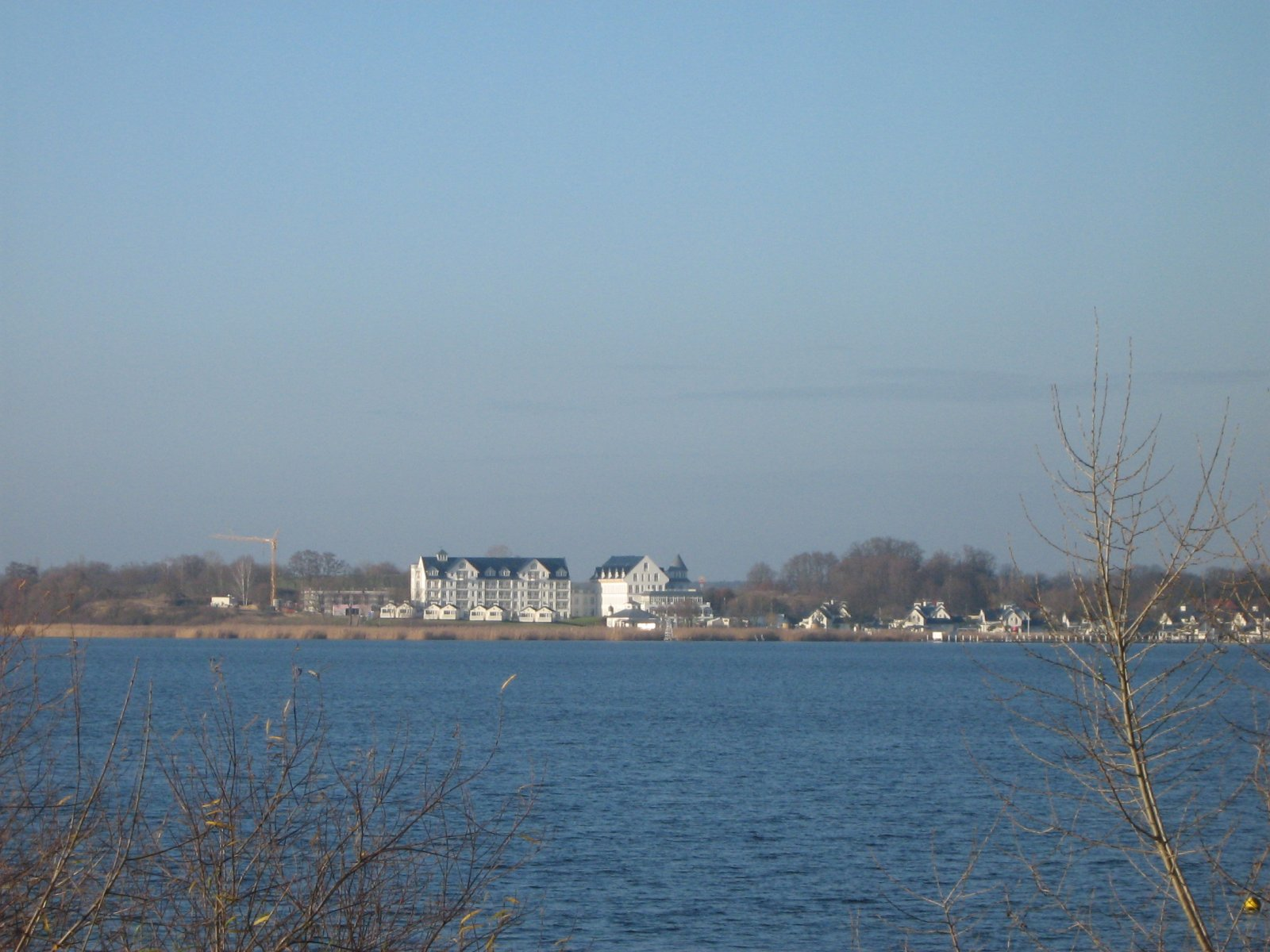
Hotel Resort Schwielowsee, em Brandemburgo na Alemanha.

Geralmente, um centro de férias é uma grande seleção com diversas atividades, como bebidas, comida, alojamento, esportes, entretenimento, e compras.
Um resort pode geralmente ser aludido com três lugares parecidos, mas distintos:
- Cidades em que o turismo é a principal atividade econômica não são dirigido por uma única companhia (por exemplo Aspen, Colorado)
- Centros de férias, normalmente dirigidos por uma única companhia, que tenta proporcionar para a maioria das pessoas o que elas querem enquanto elas estão lá (por exemplo Walt Disney World Resort).
- Real Estate Resort, onde é possível ter todos os benefícios de um Resort sendo dono de uma propriedade.

Às vezes o termo resort é usado erroneamente para se referir a hotel, que não tem todos os requisitos de um resort. De qualquer modo, um hotel possui as principais características de um centro. Outra diferença que podemos ressaltar entre hotel e resort, é que um resort proporciona diversas opções de lazer para seus hóspedes, já o foco de um hotel é oferecer apenas a estadia.
Assim como em um hotel, nos resorts seus hóspedes tem livre permanência por todos os seus ambientes, porém, diferentemente daqueles, pois, na maioria das vezes, não há necessidade de adquirir pacotes adicionais. O preço da estadia engloba tudo o que o "resort" oferece. Trata-se de um misto da comodidade de um clube com o prazer de um hotel.
O resort na maioria das vezes, além da enorme variedade de serviços, é um local onde o hóspede usufrui no sistema all-inclusive, que é caracterizado pelo fato dos serviços estarem todos incluídos na diária paga pelo hóspede.

## Resort Urbano
Em centros urbanos maiores tem surgido o conceito de Resort Urbano que consiste dos mesmos princípios dos resorts tradicionais, mas que permitem maior flexibilidade para que os hospedes possam desfrutar as atracões destes centros urbanos: cultura, gastronomia, passeios. Nestes estabelecimentos, ao contrário da maioria dos Resorts tradicionais, o sistema predominante é o pay-per-use; você paga pelo que consumir e em geral as refeições e atividades não estão inclusos nas diárias. No Brasil há exemplos deste tipo de Resort nas cidades do Rio de Janeiro, Florianópolis e Salvador.

## Cidades turísticas
As cidades que são estâncias turísticas ou onde o turismo ou o lazer são a principal atividade da população são por vezes designadas por cidades turísticas. Se estiverem situadas junto ao mar, são designadas por estâncias balneares. As estâncias do interior incluem estâncias de esqui, estâncias de esqui alpino e cidades turísticas. Entre as cidades turísticas famosas contam-se Punta Cana, na República Dominicana, Bandipur, no Nepal, Bali, na Indonésia, Monte Líbano, no Líbano, Bariso, na Espanha, Cortina d'Ampezzo, na Itália, Ilhéus, no Brasil.
Uma ilha turística é uma ilha ou arquipélago onde se situam estâncias, hotéis, restaurantes, atracções turísticas e outras infra-estruturas. As Maldivas são consideradas como o país com as melhores estâncias insulares que se tornaram famosas entre as celebridades e os desportistas de todo o mundo.
As estâncias balneares estão localizadas na costa. No Reino Unido, muitas cidades à beira-mar mudaram para outras formas de entretenimento, e algumas estão repletas de vida nocturna. Os cinemas e os teatros são frequentemente transformados em pubs, bares, restaurantes e discotecas. A maior parte dos locais de entretenimento destina-se tanto a locais como a visitantes, e as praias continuam a ser populares durante os meses de verão. 

## Estância de lazer
Uma estância de destino é uma estância que, por si só, tem as capacidades necessárias para atrair hóspedes, pelo que não precisa de estar perto de um destino (cidade, monumento histórico, parque temático ou qualquer outro) para atrair visitantes. Um estabelecimento comercial numa área turística, como uma área recreativa, um local de interesse paisagístico ou histórico, um parque de diversões, um centro de jogos ou outra atração turística, pode concorrer com outras empresas na área turística. Consequentemente, outra vantagem de um hotel resort é que oferece comida, bebidas, alojamento, desporto, entretenimento e compras nas suas instalações, para que os hóspedes não tenham de sair do hotel durante a sua estadia.